# Тайм (списание)
„Тайм“ (на английски: Time, в списанието се стилизира като TIME, „Тайм“, на английски: време) е седмично новинарско списание, подобно на „Нюзуик“ и „Ю Ес Нюз енд Уърлд Рипорт“, издавано в Ню Йорк, САЩ. Първият брой на Тайм е публикуван на 3 март 1923 г.
Европейското издание (Тайм Юръп, по-рано известно като Тайм Атлантик) се публикува в Лондон. В него има публикации и за Близкия изток, Африка и (от 2003) за Латинска Америка.
Азиатското издание (Тайм Ейжа) се публикува в Хонконг, а канадското (Тайм Кенъда) – в Торонто.